# Min Čunfeng
Min Čunfeng (kitajsko: 閔 春鳳; pinjin: Mǐn Chūnfèng), kitajska atletinja, * 17. marec 1969, Džjangsu, Ljudska republika Kitajska.
Nastopila je na poletnih olimpijskih igrah leta 1988, ko je dosegla enajsto mesto v metu diska. Na svetovnih prvenstvih je osvojila bronasto medaljo v isti disciplini leta 1993.